# Do Fundo do Meu Coração
Do Fundo do Meu Coração é o décimo quinto álbum de estúdio da cantora brasileira Fafá de Belém, lançado em 1993, pela gravadora RCA.

## Faixas

### Lado A
| N.º | Título                                         | Compositor(es)                   | Duração |  |
| 1.  | "O Quereres"                                   | Caetano Veloso                   | 3:38    |  |
| 2.  | "Lábios Que Beijei"                            | J. Cascata, Leonel Azevedo       | 4:26    |  |
| 3.  | "Paixão Sem Medida"                            | Paulo Sergio Valle, Marcos Valle | 4:38    |  |
| 4.  | "Vem Me Buscar"                                | César Augusto                    | 3:04    |  |
| 5.  | "Estrelitas e Duendes (Estrellitas Y Duendes)" | Juan Luiz Guerra                 | 4:33    |  |
| 6.  | "Capricho"                                     | Abel Silva, Sueli Costa          | 4:10    |  |
| 7.  | "A Bilirrubina (La Bilirrubina)"               | Juan Luiz Guerra                 | 4:23    |  |

### Lado B
| N.º | Título                             | Compositor(es)                               | Duração |  |
| 1.  | "Tudo Acabou"                      | Carlos Paião                                 | 4:36    |  |
| 2.  | "Vingança Boba"                    | Sergio Serra, Cazuza                         | 5:30    |  |
| 3.  | "Você Vai Gostar (Casinha Branca)" | Elpídio dos Santos, René Bittencourt         | 4:36    |  |
| 4.  | "Do Fundo do Meu Coração"          | Erasmo Carlos, Roberto Carlos                | 5:47    |  |
| 5.  | "Sobre Todas as Coisas"            | Chico Buarque, Edu Lobo                      | 3:53    |  |
| 6.  | "Desordem"                         | Marcelo Fromer, Charles Gavin, Sergio Britto | 4:30    |  |